# Drosophila erebopis
Drosophila erebopis är en tvåvingeart som beskrevs av Léonidas Tsacas 2004. Drosophila erebopis ingår i släktet Drosophila och familjen daggflugor.
Artens utbredningsområde är Nigeria.